# ナッシング・ターンド・イットセルフ・インサイド・アウト
『ナッシング・ターンド・イットセルフ・インサイド・アウト』(英語: And Then Nothing Turned Itself Inside-Out）は、アメリカのインディー・ロックバンド、ヨ・ラ・テンゴのスタジオ・アルバム。

## 制作
ロジャー・マテノのプロデュースのもと、レコーディングはテネシー州ナッシュビルのアレックス・ザ・グレイトで、ミキシングはニューヨーク市マンハッタンにあるザ・ビッグ・ハウスで行われた。
アルバムのタイトルは、音楽家・思想家である サン・ラの「...At first there was nothing...then nothing turned itself inside-out and became something(最初は何もなかった… それで、その無が自らの表と裏を逆にしたら、何かが生まれたのだ)」から取られた。
アルバムのアートワークは、シュールレアリストの写真家であり、イェール大学教授でもあるグレゴリー・クリュードソンの写真によって構成されている。
本アルバムは、アメリカのBillboard 200アルバムチャートで 138 位を獲得。ヨ・ラ・テンゴにとって初のチャートインとなった。

## 反響
『ナッシング・ターンド・イットセルフ・インサイド・アウト』は、音楽評論家から肯定的な評価を得ている。オールミュージックの評論家ヘザー・ファレスは次のような感想を述べた。「このバンドは、直接的なインパクトという点では、本作品以上のものを以前にリリースしている。しかし、それらの作品と同等かそれ以上に、この作品はリスナーに長く愛されるだろう。このことは、ヨ・ラ・テンゴが、我々リスナーにとって一緒に年を重ねていく最高のバンドであることを証明している。」また本アルバムは、ヴィレッジ・ヴォイスの評論家投票  Pazz & Jop で 2000 年度の8 位にランクインしている。
2009 年、ピッチフォーク・メディアは、このアルバムを 2000 年代トップ 200 アルバムの 37 位にランク付けした。また、 ローリング・ストーンでは、2000 年代のベスト100アルバムで 77 位にランク付けされている。その他、2018 年にピッチフォーク・メディアでドリーム・ポップ・アルバムのベスト 30 で第 5 位、2019 年にガーディアンの 21 世紀ベスト100 アルバムで 82 位。

## 収録曲
作詞・作曲は、「You can have it all」を除いて、ヨ・ラ・テンゴ。
1. Everyday – 6:30
2. Our Way to Fall – 4:18
3. Saturday – 4:18
4. Let's Save Tony Orlando's House – 4:59
曲名は、『Marge on the Lam』というシンプソンズのエピソードで、登場人物のTroy McClure が司会をした長時間特別番組(テレソン)の名前に由来する。
5. Last Days of Disco – 6:28
6. The Crying of Lot G – 4:43
曲名は、トマス・ピンチョンの小説『競売ナンバー49の叫び』(英語:The Crying of Lot 49)へのオマージュである。
7. You Can Have It All – 4:34
ジョージ・マックレーの曲のカバーである。このカバーはオリジナルよりずっとスローなテンポとなっている。
8. Tears Are in Your Eyes – 4:33
9. Cherry Chapstick – 6:09
10. From Black to Blue – 4:47
11. Madeline – 3:35
12. Tired Hippo – 4:45
インストゥルメンタル曲。バンドメンバーであるアイラ・カプランによると、本曲はアルバムに収録されるか当初未定だったが、収録曲と曲順を決める段階になって、この位置に入ることが決まった[8]。
13. Night Falls on Hoboken – 17:42
インストゥルメンタル曲。アイラ・カプランはインタビューの中で、「作品の持つエモーショナルな瞬間が、あの曲にすべて凝縮されているような気がするんだよ」と答えている[8]。ホーボーケンはヨ・ラ・テンゴが結成されたニュージャージー州の都市。